# Llac Huron
El llac Huron (en anglès Lake Huron) és un dels cinc Grans Llacs d'Amèrica del Nord. Limita a l'est amb Ontario (Canadà) i a l'oest amb Michigan (Estats Units). És situat a 176 m d'altitud i té una superfície de 59.500 km², amb una llargada de 510 km i una amplada de 240. És el segon en superfície, dels Grans Llacs, i el tercer llac d'aigua dolça més gran del món, quart si s'hi inclou la mar Càspia, d'aigua salada. El llac rep les aigües del llac Superior mitjançant el riu Saint Marys i les aigües del llac Michigan mitjançant els estrets de Mackinac; al seu torn, el llac Huron es connecta amb el llac Erie mitjançant un sistema integrat pel riu Saint Clair, el llac Saint Clair i el riu Detroit.

## Geografia
Per superfície, el llac Huron és el segon més gran dels Grans Llacs, amb una superfície de 59.590 km², dels quals 23580 km² es troben a Michigan; i 36.010 km² es troben a Ontario, convertint-lo en el tercer llac d'aigua dolça més gran de la Terra (o el quart llac més gran, si la mar Càspia es compta com a llac).
En volum, però, el llac Huron és només el tercer més gran dels Grans Llacs, sent superat pel llac Michigan i pel Llac Superior. Quan es mesura amb aigua baixa, el llac conté un volum de 3.500 km³ i una longitud de costa (incloses les illes) de 6.159 km.
La superfície del llac Huron és de 176 m sobre el nivell del mar. La profunditat mitjana del llac és de 59 m, mentre que la profunditat màxima és de 229 m.
Té una longitud de 332 km i una amplada màxima de 295 km. Una gran badia que sobresurt al nord-est del llac Huron cap a Ontario, Canadà, s'anomena Badia georgiana. Una característica notable del llac és l'illa Manitoulin, que separa el canal del nord i la badia de Geòrgia de la massa d'aigua principal del llac Huron.
És l'illa lacustre més gran del món. Una badia més petita que sobresurt al sud-oest del llac Huron a Michigan s'anomena Badia de Saginaw.
Les ciutats amb més de 10.000 habitants al llac Huron inclouen Sarnia, la ciutat més gran del llac Huron, i Saugeen Shores al Canadà i Bay City, Port Huron i Alpena als Estats Units. Els principals centres de la badia de Georgia inclouen Owen Sound, Wasaga Beach, Collingwood, Midland, Penetanguishene, Port Severn i Parry Sound.

### Nivells d'aigua
Aigües altes històriques. El llac fluctua de mes a mes amb els nivells més alts del llac a l'octubre i al novembre. La marca d'aigua alta normal és de 0,61m per sobre de la referència (176,0 m).
A l'estiu de 1986, els llacs Michigan i Huron van assolir el seu nivell més alt a 1,80 m per sobre de la dada. Els rècords d'aigua alta es van batre durant diversos mesos seguits el 2020.
Els nivells històrics dels llacs d'aigües baixes solen ser els més baixos a l'hivern. La marca normal de baixada és de 30 cm per sota de la referència (176,0 m). A l'hivern de 1964, els llacs Michigan i Huron van assolir el seu nivell més baix a 42 cm per sota de la dada.
Igual que amb els registres d'aigua alta, es van establir registres mensuals d'aigua baixa cada mes des del febrer de 1964 fins al gener de 1965. Durant aquest període de dotze mesos, els nivells d'aigua van oscil·lar entre 42 i 22 cm per sota del Datum del gràfic. La marca de baixes aigües de tots els temps es va eclipsar el gener de 2013.

## Geologia

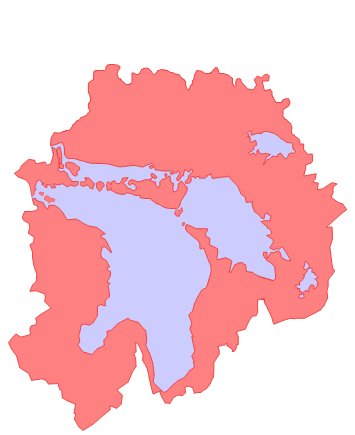
Conca del llac Huron

El llac Huron té la longitud de línia costanera més gran de qualsevol dels Grans Llacs, comptant les seves 30.000 illes. Està separat del llac Michigan, que es troba al mateix nivell, per 8 km de l'estret de Mackinac, que els converteix hidrològicament en la mateixa massa d'aigua (de vegades anomenat llac Michigan-Huron i de vegades descrit com dos 'lòbuls del mateix llac'). Sumat, el llac Huron-Michigan, de 117.000 km², "és tècnicament el llac d'aigua dolça més gran del món".
El llac Superior, 21 peus més alt, desguassa al riu St. Marys que després desemboca al llac Huron. L'aigua flueix després cap al sud fins al riu St. Clair, a Port Huron, Michigan i Sarnia, Ontario. La via fluvial dels Grans Llacs continua des d'allí fins al llac St. Clair; al riu Detroit, Michigan; al llac Erie i des d'allí, a través del llac Ontario i el riu Sant Llorenç, fins a l'oceà Atlàntic.
Com els altres Grans Llacs, es va formar per la fusió del gel quan les glaceres continentals es van retirar cap al final de l'última edat de gel. Abans d'això, el llac Huron era una depressió baixa per la qual fluïen els rius Laurentian i Huronian, ara enterrats; el llit del llac estava travessat per una gran xarxa d'afluents d'aquestes antigues vies fluvials, amb molts dels antics canals encara evidents als mapes batimètrics.
L'Alpena-Amberley Ridge és una antiga carena sota la superfície del llac Huron, que va des d’Alpena, Michigan, al sud-oest fins a Point Clark, Ontario.

## Història

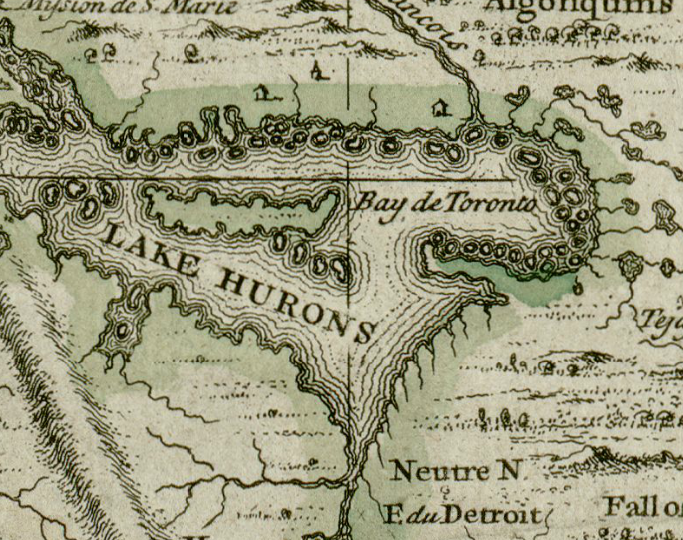
Mapa britànic del llac Huron del 1680

Fa uns 9.000 anys, quan els nivells d'aigua al llac Huron estaven aproximadament 100 m per sota dels nivells actuals, l'Alpena-Amberley Ridge estava exposat. Aquest pont terrestre va ser utilitzat com a ruta de migració per a grans ramats de ren's. Des del 2008, els arqueòlegs han descobert almenys 60 construccions de pedra al llarg de la carena submergida que es creu que van ser utilitzades com a trampes de caça pels paleoindis. Que una xarxa comercial va portar obsidiana d'Oregon fa gairebé deu mil anys per ser utilitzada per a la fabricació d'eines va ser confirmada per un descobriment submarí el 2013 al llarg de la carena.
A la vigília del contacte europeu, l'extensió del desenvolupament entre les societats natives americanes dels boscos orientals està indicada per l'evidència arqueològica d'una ciutat al llac Huron o a prop que contenia més de cent grans estructures que allotjaven una població total d'entre 4.000 i 6.000 habitants. Els francesos, els primers visitants europeus de la regió, sovint es referien al llac Huron com La Mer Douce, "el mar d'aigua dolça".
El 1656, un mapa del cartògraf francès Nicolas Sanson fa referència al llac amb el nom de Karegnondi, una paraula dels hurons que s'ha traduït de diverses maneres, com "Mar d'aigua dolça", "Llac dels Hurons" o simplement "llac". En general, el llac va ser etiquetat com "Lac des Hurons" (Llac dels Hurons) a la majoria dels primers mapes europeus.
A la dècada de 1860, molts assentaments europeus a la vora del llac Huron s'estaven incorporant, inclosa Sarnia, la ciutat més gran del llac Huron. El 26 d'octubre de 2010, es va formar la Karegnondi Water Authority per construir i gestionar un gasoducte des del llac fins a Flint, Michigan.

## Naufragis
S'han registrat més d'un miler de naufragis al llac Huron. D'aquests, 185 es troben a la badia de Saginaw i 116 es troben als 1160 km² de Thunder Bay National Marine Sanctuary and Underwater Preserve, que es va establir l'any 2000.
La badia de Geòrgia conté 212 vaixells enfonsats.
Suposadament, el primer vaixell europeu que va navegar pels Grans Llacs, Le Griffon, també es va convertir en el primer vaixell perdut als Grans Llacs. Construït el 1679 a la riba oriental del llac Erie prop de Buffalo, Nova York. René Robert Cavelier de La Salle va navegar a través del llac Erie, remuntant el riu Detroit, el llac St. Clair i el riu St. Clair fins al llac Huron. Passant l'estret de Mackinac, La Salle va tocar terra a l'illa de Washington, a la punta de la península de Door, al costat de Wisconsin del llac Michigan. La Salle va omplir Le Griffon de pells i a finals de novembre de 1679 va enviar Le Griffon de tornada al lloc de l'actual Buffalo, per no tornar a veure'l mai més. S'han identificat dos naufragis com a Le Griffon, tot i que cap dels dos ha obtingut la verificació final com el sinistre real. Empès per una forta tempesta després de marxar, Le Griffon va encallar abans de la tempesta. La gent de l'illa Manitoulin diu que el naufragi de l’estret de Mississagi a l'extrem occidental de l'illa és el de Le Griffon. Mentrestant, altres a prop de Tobermory diuen que el naufragi a l’illa Russell, 240 km més a l'est, a la badia de Geòrgia, hi ha el de Le Griffon.

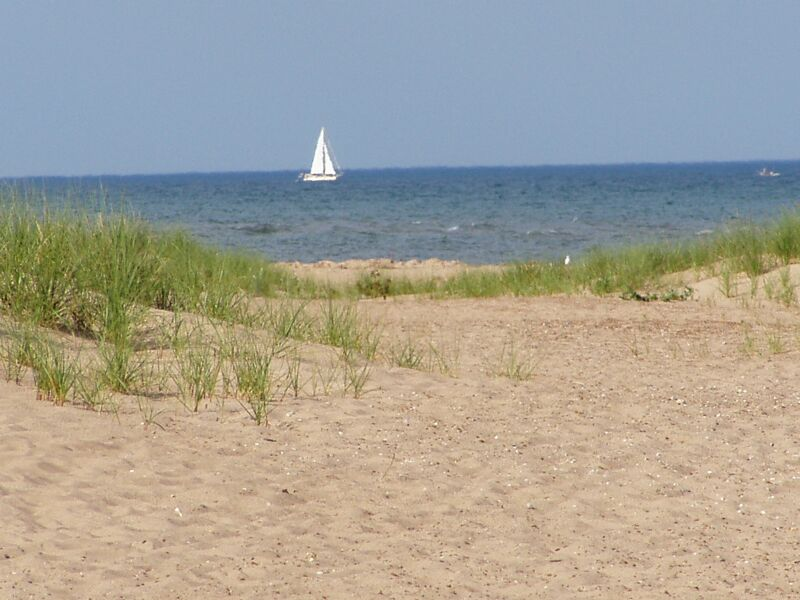
Vista del llac Huron des del parc estatal East Tawas al capdavant de la badia de Saginaw
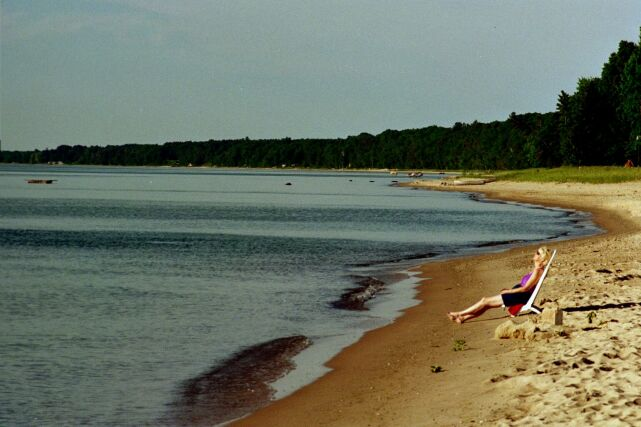
Platja de Harrisville al llac Huron
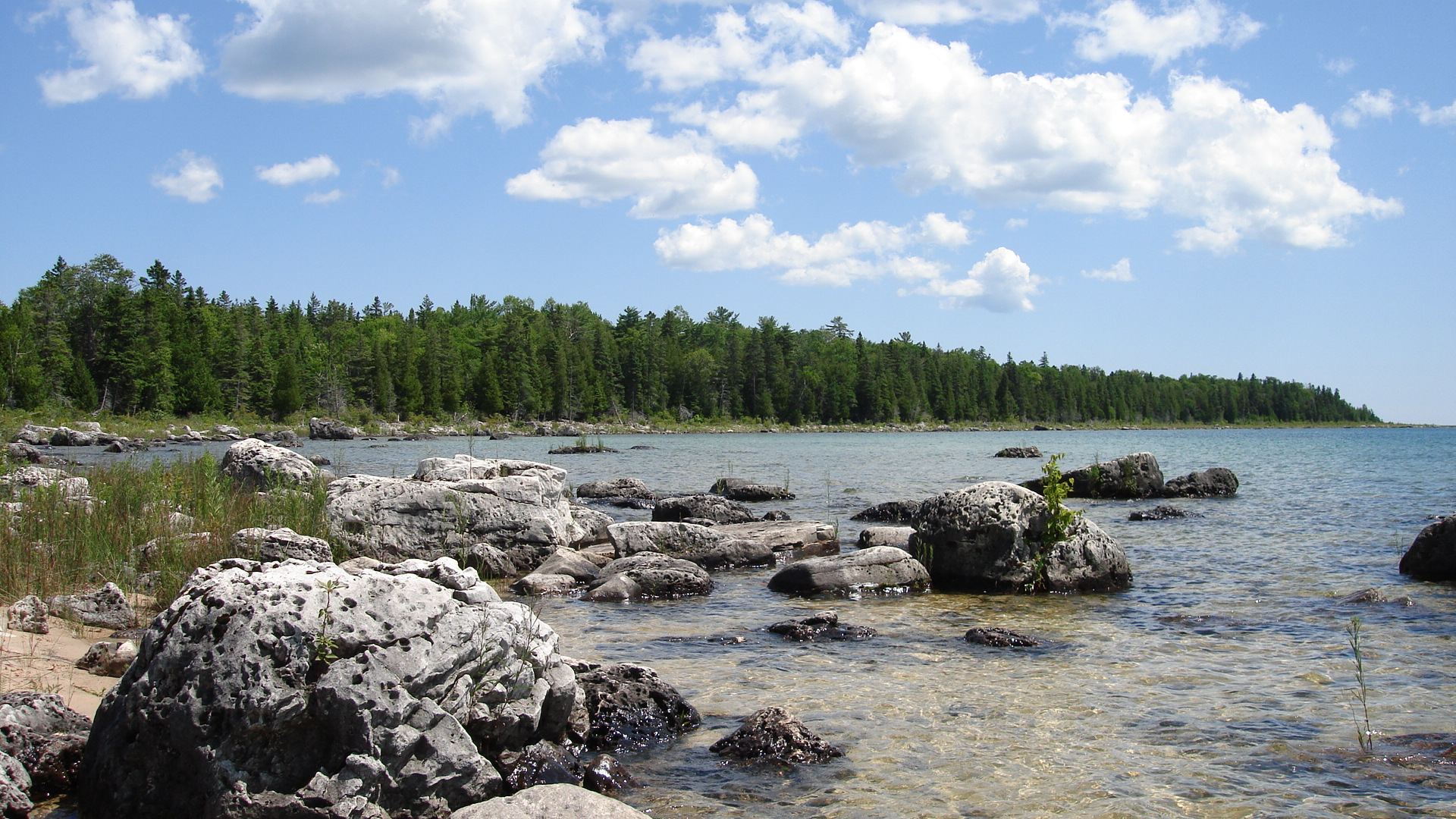
Vista de la riba rocosa del llac Huron des de l'est de Port Dolomite, Michigan, a la península superior

### Tempesta de 1913
El 9 de novembre de 1913, la tempesta dels Grans Llacs de 1913 al llac Huron va enfonsar 10 vaixells i més de 20 van ser enviats a terra. La tempesta, que va durar 16 hores, va matar 235 mariners.
Matoa, un vaixell de càrrega d'hèlix que pesava 2.311 tones de registre brutes, havia passat entre Port Huron, Michigan, i Sarnia, Ontario, poc després de la mitjanit. El 9 de novembre, poc després de les sis del matí, el senador va tirar riu amunt. Menys d'una hora després, va passar Manola —un vaixell de càrrega d'hèlix de 2.325 tones de registre brutes també construït a Cleveland el 1890. El capità Frederick W. Light de Manola va informar que tant les estacions meteorològiques canadenques com les americanes tenien senyals de bandera de tempesta des de les seves torres meteorològiques. Seguim darrere a les 7:00 Aquell diumenge a la matinada, Regina va sortir de Sarnia cap a la tempesta del nord-oest. Els avisos portaven quatre hores en marxa. Manola va passar Regina davant de Port Sanilac, 22 milles d'estatut (19 nmi; 35 km) amunt del llac. El capità Light va determinar que si continuava deteriorant-se, buscaria refugi a Harbour Beach, Michigan, 30 milles d'estatut (26 nmi; 48 km) amunt del llac. Allà, va poder buscar refugi darrere de l'escullera. Abans d'arribar a Harbour Beach, els vents van girar cap al nord-est i el llac va començar a pujar. Era migdia quan va arribar a Harbour Beach i va córrer a buscar refugi.
Les onades eren tan violentes que la Manola va tocar fons entrant al port. Amb l'ajuda d'un remolcador, Manola es va lligar a la paret del moll amb vuit línies. Eren aproximadament les 3:00 pm quan Manola estava assegurada i la tripulació es preparava per fondejar. Mentre treballaven, els cables van començar a trencar-se per la pressió del vent contra el casc. Per evitar ser empès a encallar, van mantenir la seva proa al vent amb els motors en marxa a la meitat a ple per girs, però el vaixell encara va derivar 800 peus (240 m) abans que el seu moviment s'aturés. Les onades que trencaven sobre el vaixell van danyar diverses finestres, i la tripulació va informar que algunes parts de la paret de formigó es van desprendre mentre les onades el van colpejar. Mentrestant, cinquanta milles més amunt del llac, el Matoa i el capità Hugh McLeod havien de sortir de la tempesta sense un port segur. Matoa es va trobar encallat a l'escull de Port Austin quan els vents van afluixar.
Va ser el migdia de dilluns abans que els vents van baixar i no fins a les 23:00 d'aquella nit abans que el capità Light va determinar que era segur continuar el seu viatge. Encara que Manola va sobreviure a la tempesta, va ser rebatejada com a Mapledawn el 1920, i el 24 de novembre de 1924 es va quedar encallada a Christian Island a la badia de Geòrgia. Es va declarar una pèrdua total. Els salvadors van poder recuperar aproximadament 75.000 bushels d'ordi.